# Нагаевская, Елена Варнавовна
Елена Варнавовна Нагаевская (1900—1989) — советский художник и искусствовед.

## Биография
Родилась 21 мая 1900 года[по какому календарю?] в селе Япринцево, возле Актюбинска. Её родители — крестьяне, переселившиеся из-под Киева.
В 1912—1917 годах училась в актюбинской Мариинской женской гимназии, в 1917—1920 годах — в прогимназии, которую окончила с отличием.
В 1920—1923 годах училась на факультете общественных наук 1-го Среднеазиатского университета, по окончании которого получила диплом преподавателя. В университете познакомилась со студентом Семёном Юльевичем Волиным, ставшим её первым мужем. Волин, член организации РСДРП (меньшевиков), находился в Туркестане в политической ссылке и в 1923 году был арестован и получил три года ссылки в Енисейск, куда за ним последовала Нагаевская. После окончания ссылки были вынуждены жить в провинции, в Саратове. Нелегально выехали на Кавказ, откуда собирались перебраться за границу. Попытка оказалась неудачной, но два месяца, проведенных на Кавказе, стали началом творческой жизни будущей художницы — она начала рисовать, писать акварелью и маслом. В конце 1926 года «состоялась вторая попытка уехать за границу в Германию на поезде с Брестского вокзала. Нагаевская в последний момент сошла с подножки вагона, оставшись в Москве». В 1927 года стала заниматься в Москве на курсах росписи тканей. В 1930 году окончила ИЗОПРОФкурсы Краснопресненского района у М. М. Плаксина и в студии Н. А. Удальцовой. В это время увлекалась кубизмом; её имя вошло в каталоги «Авангард, остановленный на бегу» и «Московские художники 20-30х гг.». Начиная с тридцатых годов работала в реалистической манере, писала пейзажи и натюрморты. Темой работ Нагаевской стала Москва: «Крыши Москвы», «Цветной бульвар», «Улицы Москвы», «Пейзаж с дирижаблем (Дирижабли над Москвой)».
В 1931 году вышла замуж за А. Г. Ромма. В 1933 году вступила в Союз художников СССР. В 1935 году супруги купили дачу в Истре под Москвой. Там Нагаевской были созданы впечатляющие светлостью и нежностью акварели.
В 1936 году, по рекомендации А. И. Цветаевой супруги впервые приехали в Коктебель. В течение всех последующих лет Е. Нагаевская приезжала сюда уже как близкий друг Марии Степановны Волошиной. В Крыму сильное влияние на неё оказал К. Ф. Богаевский, который одобрительно отзывался о некоторых работах художницы: «Сюрюк-Кая», «Коктебельская бухта» и др. Кроме пейзажей, Ногаевской были запечатлены интерьеры волошинского дома и его кабинетов.
В 1939 году А. Г. Ромм и Е. В. Нагаевская совершили поездку в Киргизию и Узбекистан; посетили Фрунзе, Ташкент, Бухару и Самарканд.
В 1940—1941 годах училась в пейзажной мастерской Института повышения квалификации художников-живописцев и оформителей в Москве. В 1941—1943 годах находилась в эвакуации во Фрунзе. В эти годы создала цикл работ: «Строительство Чуйского канала», «Город Фрунзе», «Горы Киргизии», «Цветы Киргизии».
Важным моментом в жизни Нагаевской стало получение в 1949 году «красного диплома» историко-искусствоведческого отделения филологического факультета МГУ — за исследование о киргизском художнике Чуйкове.
После войны, в 1950 году, по приглашению Е. В. Веймарна, приехала в Бахчисарай, куда была приглашена на должность научного сотрудника в Бахчисарайский историко-культурный заповедник. Созданные ею панно с пещерными городами («Эски-Кермен», «Мангуп», «Качи-Кальон») долгое время украшало археологический отдел музея.
В 1950-х годах в Бахчисарае познакомилась с А. В. Куприным, который оказал на неё большое влияние. В эти годы Нагаевской были написаны картины «Руины Херсонеса», «Вблизи Фороса» (обе 1952), «Лучи солнца» (1950—1953), «Дары Крыма», «Старая слива», «Заход солнца над Яйлой», «Здесь будет виноградник» (все 1956), «Башня в Чуфут-Кале» (1958) и другие.
В 1955 году, на гонорар, полученный за искусствоведческую работу мужа «Русские монументальные рельефы», был приобретён небольшой саманный татарский домик, в котором она прожила более тридцати лет.
С 1960 года была членом Московского Союза художников. В течение 1968—1972 годов работала на творческой даче им. Д. Н. Кардовского в Переславле-Залесском, выполнила живописную и графическую серию «Русский Север».
Прожив в Бахчисарае более 50 лет, написала путеводитель по Бахчисараю, впервые появившийся в 1967 году и переиздававшийся несколько раз. В 1980-х годах принимала участие в выставках: Весенняя и Осенняя выставки Крымского товарищества современного искусства (1988), Весенней выставке Крымского товарищества современного искусства (1989).
Написала более 50 статей по вопросам искусства; в их числе: Иван Петрович Витали. 1794—1855 : [скульптор] (М.: Искусство, 1950. — 28 с.).
В 1985 году в Москве ей была предоставлена творческая мастерская.
Участвовала в выставках с 1930 года: Выставка Горкома художников (Москва, 1932), Молодежная выставка (Москва, Государственный исторический музей, 1934), «Московские скульпторы и живописцы 1920–30е годы» (Москва, ЦДХ, 1992). Её персональные выставки прошли в Бахчисарае (1959), Переяславле-Залесском (1968—1869), Севастополе (1970), Симферополе (1971—1973), Москве (1993, выставочный зал «Кунцево»), 2013 (совместно с А. Роммом, галерея «Листок»).
Скончалась в Москве 2 февраля 1989 года (по другим сведениям — в 1990 году). Была похоронена на старом Бахчисарайском кладбище, рядом со своим мужем.
В 1995 году в Бахчисарае в доме, где она жила, был открыт «Мемориально-художественный музей Е. В. Нагаевской и А. Г. Ромма». К Дому-музею был пристроен современный дом с выставочным залом, комнатами для приезжающих в дом художников, студентов художественных академий, лицеев, училищ и просто туристов, интересующихся творчеством Нагаевской и Ромма.
Произведения Е. В. Нагаевской находятся в Государственной Третьяковской галерее, Государственном Русском музее, Новокузнецком художественном музее, Историко-художественном и архитектурном музее-заповеднике «Новый Иерусалим», Мемориально-художественном музее Е. В. Нагаевской и А. Г. Ромма (Бахчисарай), художественных музеях Львова, Минска, Новокузнецка, Новосибирска, Нукуса, Севастополя, Симферополя, в частных собраниях России и за рубежом.